# Emil von Reznicek
Emil Nikolaus Joseph Freiherr von Reznicek (även Rezniček), född den 4 maj 1860 i Wien, död den 2 augusti 1945 i Berlin, var en österrikisk tonsättare. Han var friherre.
Von Reznicek studerade juridik i Graz, men övergick till musikstudium och utbildades vid Leipzigs konservatorium, varefter han var teaterkapellmästare i olika städer och under sju år ägnade sig åt komposition i Prag. Han var 1896–99 hovkapellmästare i Mannheim, inrättade 1902 "orkester-kammarkonserter" i Berlin, blev där 1906 lärare vid Scharwenka-konservatoriet och 1909
kapellmästare vid Komiska operan. Han uppträdde även som gästdirigent. Av von Rezniceks operor vann Donna Diana (1894) ansenlig framgång genom finhet i arbetet och virtuos orkesterbehandling. Mera delade var meningarna om hans operor Till Eulenspiegel (1903) och Ritter Blaubart (1920). Han komponerade vidare kyrkomusik, fem symfonier och orkestersviter, åtskillig kammarmusik, pianostycken och sånger med mera.